# Joseph McDowell junior

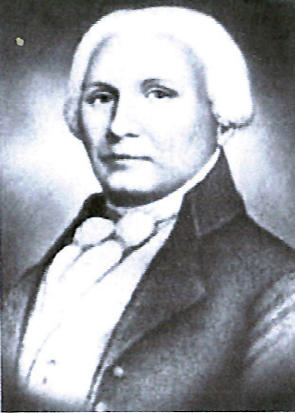
Joseph McDowell

Joseph McDowell Jr. (* 15. Februar 1756 in Winchester, Colony of Virginia; † 5. Februar 1801 bei Morganton, North Carolina) war ein US-amerikanischer Politiker. Zwischen 1797 und 1799 vertrat er den Bundesstaat North Carolina im US-Repräsentantenhaus.

## Werdegang
Joseph McDowell wuchs noch während der britischen Kolonialzeit auf. Im Jahr 1758 kam er mit seinen Eltern nach North Carolina, wo er die öffentlichen Schulen besuchte. Später studierte er am Washington College, der heutigen Washington and Lee University in Lexington. McDowell nahm auch an einigen Indianerkriegen und später am Unabhängigkeitskrieg teil. Während dieses Krieges stieg bis zum Oberst auf.
1787 wurde Joseph McDowell in den Kontinentalkongress gewählt. Dieses Mandat hat er aber nicht angetreten. 1789 war er Mitglied der Versammlung, die für North Carolina die Verfassung der Vereinigten Staaten ratifizierte. In den Jahren 1791 und 1792 saß er als Abgeordneter im Repräsentantenhaus von North Carolina; 1794 kandidierte er erfolglos für den Kongress. In den 1790er Jahren schloss er sich der vom späteren US-Präsidenten Thomas Jefferson gegründeten Demokratisch-Republikanischen Partei an.
Bei den Kongresswahlen des Jahres 1796 wurde McDowell im ersten Wahlbezirk von North Carolina in das US-Repräsentantenhaus gewählt, wo er am 4. März 1797 die Nachfolge von Jesse Franklin antrat. Da er im Jahr 1798 auf eine erneute Kandidatur verzichtete, konnte er bis zum 3. März 1799 nur eine Legislaturperiode im Kongress absolvieren. Diese war von den Spannungen mit Frankreich bestimmt, die fast zu einem Krieg geführt hätten.
Im Jahr 1800 zog McDowell vorübergehend nach Kentucky. Bald darauf kehrte er aber nach North Carolina zurück. Er starb am 5. Februar 1801 nahe Morganton. Joseph McDowell war mit Margaret Moffett (1763–1816) verheiratet, mit der er acht Kinder hatte, darunter den Sohn Joseph (1800–1877) der später den Staat Ohio im Kongress vertreten sollte. Außerdem war er ein Cousin des gleichnamigen Kongressabgeordneten Joseph McDowell (1758–1799). Da sich die Biographien der beiden namensgleichen Verwandten sehr ähneln, kam es öfter zu Verwechslungen zwischen ihnen, Zur Unterscheidung wird in der Literatur der hier beschriebene Joseph McDowell mit dem Beinamen „Quaker Meadows“ versehen, während sein Cousin als Joseph „Pleasant Gardens“ McDowell in die Geschichte einging.